# Gallicolumba stairi
Gallicolumba stairi là một loài chim trong họ Columbidae.